# 吕镇 (索恩-卢瓦尔省)
吕镇（法語：Lux，法語發音：[ly]）是法国索恩-卢瓦尔省的一个市镇，属于索恩河畔沙隆区。

## 地名
法国有三个名为“Lux”的市镇，有的末尾“x”发音，有的不发音，此处的即不发音，但《世界地名翻译大辞典》与《世界地名译名词典》将“Lux”统一译为了“吕克斯”而并未作细分。

## 地理
吕镇（46°45'15"N, 4°50'47"E）面积6.18 平方千米，位于法国勃艮第-弗朗什-孔泰大區索恩-卢瓦尔省，该省份为法国中部省份，北起顺时针与科多尔省、汝拉省、安省、罗讷省、卢瓦尔省、阿列省和涅夫勒省接壤。
与吕镇接壤的市镇（或旧市镇、城区）包括：索恩河畔沙隆、埃佩尔旺、圣卢德瓦雷讷、圣马塞尔、圣雷米。
吕镇的时区为UTC+01:00、UTC+02:00（夏令时）。

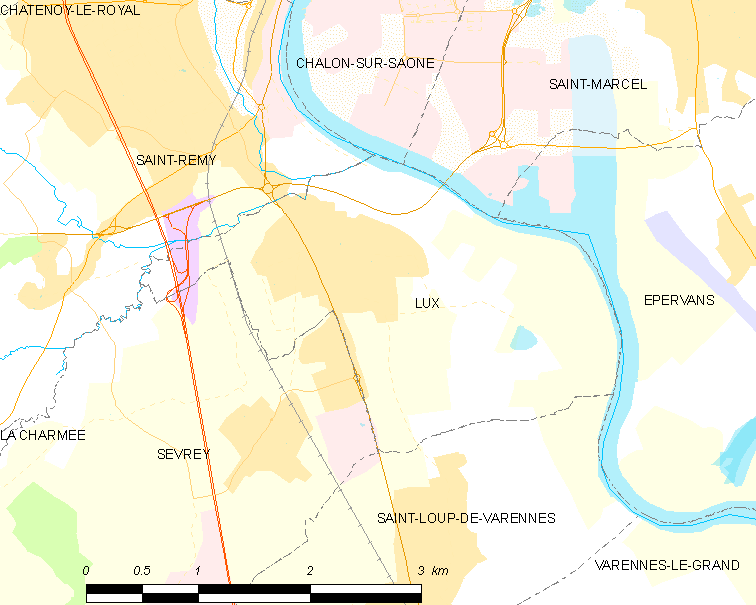
吕镇的OSM定位图

## 行政
吕镇的邮政编码为71100，INSEE市镇编码为71269。

## 政治
吕镇所属的省级选区为圣雷米县。

## 人口

1962-2008年间吕镇人口变化图示

吕镇于2022年1月1日时的人口数量为1902人。